# Paulo Bosi dal'Bó
Paulo Bosi Dal’Bó (Rio Bananal, 27 de agosto de 1962) é um bispo católico brasileiro, nomeado pelo Papa Francisco como quarto bispo da Diocese de São Mateus, sendo também o primeiro sacerdote da Diocese de Colatina a receber o episcopado. 

## Biografia
Paulo Bosi  Dal’Bó, filho de Dionísio Dal’Bó e Iolanda Claris Bosi Dal’Bó (Filha de Carlos Aleixo Bosi e Antônia Ferlicini) teve 17 irmãos, onde atualmente (2025) três falecidos criança ou natimortos. Nasceu no dia 27 de agosto 1962, em Rio Bananal. É formado em Ciências Contábeis, com especialização em Psicologia da Educação e Psicologia do Desenvolvimento. Cursou Filosofia e Teologia no Instituto de Filosofia e Teologia da Arquidiocese de Vitória. Também possui pós-graduação em Comunicação Social pelo SEPAC.
A iniciação cristã foi realizada na Comunidade de São Paulo, Nossa Senhora do Rosário de Fátima, Rio Bananal, que pertence à Diocese de Colatina. Recebeu a ordenação presbiteral em 10 de junho de 2000, na mesma paróquia. Em sua trajetória sacerdotal exerceu diferentes atividades, atuando como formador do Propedêutico, vigário paroquial em Marilândia, reitor do Seminário Diocesano Maria Mãe da Igreja, além de coordenador diocesano da Pastoral e Serviço de Animação Vocacional. Foi representante dos presbíteros, membro da Pastoral Presbiteral e do Colégio dos Consultores. Em julho de 2015, foi eleito vigário geral da Diocese de Colatina.
Atuou como membro da diretoria da Organização dos Seminários e Institutos do Brasil do regional Leste II e da diretoria nacional da mesma entidade, sendo também presidente nacional desta entidade, participando como membro do Conselho Episcopal e Conselho Permanente da Conferência Nacional dos Bispos do Brasil.
Também atua como escritor e cantor, tendo destaque a obra Estar de bem com a vida e os álbuns Cantando com o jovem, Meu Profeta e Vida, Sonhos e Canções.
Sua ordenação episcopal aconteceu no dia 12 de dezembro em Aracruz, sendo Dom Geraldo Lyrio Rocha, Dom Joaquim Wladimir Lopes Dias e Dom Décio Sossai Zandonade os bispos sagrandes. Sua posse canônica ocorreu em 26 de dezembro do mesmo ano, na Catedral de São Mateus.

## Brasão heráldico
O brasão heráldico de Dom Paulo foi divulgado através do site da Diocese de São Mateus no dia 9 de dezembro, 3 dias antes de sua ordenação episcopal. O escudo possui formato tradicional plano, dividido em quatro campos com composição em vermelho, simbolizando a dimensão do amor, doação, entrega total, martírio e em azul, que representa a infinitude dos planos de Deus. O chapéu prelatício e as borlas são padrões para heráldica de prelados. Abaixo do chapéu prelatício encontram-se as figuras de uma cruz, um báculo e uma mitra. No listel encontra-se o lema episcopal em latim: Venio ut ministrare, que em língua portuguesa significa vim para servir..
Com relação aos símbolos destro dos quadrantes, estes representam:
- Estrela: Representando e recordando a imagem de Maria;
- Rio: Simboliza o Rio Doce e a grande quantidade de corpos hídricos sua região de nascimento;
- Ramos de Café: Indica sua origem, sendo que até os 26 anos trabalhou no cultivo do café conilon;
- Alfa e Ômega: Representação de cristo, o princípio e o fim de toda existência;
- Cântaros: Representam o exemplo do serviço, imitando Jesus Cristo que, na última Ceia, lava os pés dos seus apóstolos.